# 9638 Фукс
9638 Фукс (9638 Fuchs) — астероїд головного поясу, відкритий 10 серпня 1994 року.
Тіссеранів параметр щодо Юпітера — 3,507.
Названий на честь німецького лікаря та ботаніка Леонарда Фукса (1501—1566)..